# 215 Oenone
215 Oenone är en asteroid i huvudbältet som upptäcktes den 7 april 1880 av den ryske astronomen Viktor Knorre. Den fick senare namn efter Oinone, en bergnymf i den grekiska mytologin.
Oenones senaste periheliepassage skedde den 10 januari 2020.[Uppdatering behövs] Dess rotationstid har beräknats till 27,94 timmar. Asteroiden har uppmätts till diametern 35,51 kilometer.